# France Pastorelli
Pour les articles homonymes, voir Pastorelli.
France Pastorelli, de son vrai nom Alix Paliard, est une femme de lettres française née le 23 mai 1880 et décédée le 23 juin 1958. Elle est l'auteure de Servitude et Grandeur de la maladie.

## Biographie
France Pastorelli, depuis l'âge de 32 ans, connaît de graves crises cardiaques. À 48 ans et pendant 30 années, elle est contrainte à l'immobilité absolue. Elle a écrit des pages lumineuses sur la souffrance. Son mari Hermann Brunschweiler (né le 30 octobre 1879) s'est illustré par ses travaux en neurologie. Le couple eut une fille Françoise (5 août 1914-21 mai 2007), fondatrice et présidente de l'Association suisse Raoul Follereau.

## Œuvre
Servitude et Grandeur de la maladie, un essai sur l'expérience de la maladie, est publié en 1934. Le texte aborde les dimensions psychiques et spirituelles que la maladie est susceptible d'induire sur l'être, notamment une exaltation des capacités humaines face à l'infirmité. Pour cet essai, elle est lauréate du Prix Montyon. Des extraits font l'objet d'une lecture par Pierre Fresnay dans le cadre d'un enregistrement sonore produit par le Club français du disque et diffusé sur France Culture le 18 janvier 1960,. L'enregistrement est rediffusé dans le cadre des nuits de France Culture les 27 novembre 2018, le 13 mai 2020 et le 19 mars 2022.
En 1938, elle est l'auteure de Baghéra et Kytô, histoire pour enfants de 8 à... 80 ans, un ouvrage à destination de la jeunesse illustré par Marie Martinez.
En 1965 est publié Mes voies ne sont pas vos voies, un recueil de textes rassemblés à titre posthume.

## Sources
Fonds=Pastorelli (France) (1848-2006) [10,10 ml]. Section : Archives privées; Cote CH-000053-1 PP 873. Archives cantonales vaudoises (présentation en ligne= https://davel.vd.ch/detail.aspx?ID=56392]